# Lamprosema veritalis
Lamprosema veritalis là một loài bướm đêm trong họ Crambidae.